# 基地局
基地局（きちきょく、BS: base station）は、無線局の種別の一つで、陸上移動局と通信するために陸上に開設する移動しない無線局である。

## 定義
総務省令電波法施行規則第4条第1項第6号に「陸上移動局と通信（陸上移動中継局の中継によるものを含む。）を行うため陸上に開設する移動しない無線局（陸上移動中継局を除く。）」と定義している。
ここでいう「陸上」とは、第3条第1項第5号により「河川、湖沼その他これらに準ずる水域を含む」ものである。
また、第3条第1項第8号には、陸上移動業務を「基地局と陸上移動局（陸上移動受信設備を含む。）との間又は陸上移動局相互間の無線通信業務（陸上移動中継局の中継によるものを含む。）」と定義している。

### 特定基地局
電波法第27条の12に、「陸上に開設する移動しない無線局であつて、次の各号のいずれかに掲げる事項を確保するために、同一の者により相当数開設されることが必要であるもののうち、電波の公平かつ能率的な利用を確保するためその円滑な開設を図ることが必要であると認められるもの」
1. 電気通信業務を行うことを目的として陸上に開設する移動する無線局（一又は二以上の都道府県の区域の全部を含む区域をその移動範囲とするものに限る。）の移動範囲における当該電気通信業務のための無線通信
2. 移動受信用地上基幹放送に係る放送対象地域（放送法第91条第2項第2号に規定する放送対象地域をいう。）における当該移動受信用地上基幹放送の受信

と規定している。当該業務を遂行する為に多数の局を計画的に開設する事業者が該当する。具体的には、携帯電話・PHS事業や無線アクセス事業の電気通信事業者またはマルチメディア放送用基幹放送局提供事業者のことである。
ここで、第1号の種別は基地局であるが、第2号の種別は地上基幹放送局である。
引用の促音の表記は原文ママ
開設計画
特定基地局の開設にあたっては、総務省の開設指針にそって開設計画を策定し、総務大臣の認定を受けなければならない。
開設計画の有効期間は、原則として5年である。
認定された開設計画は認定日、有効期間、指定周波数などの事項が公示される。

## 概要
陸上局の一種であり、警察無線、消防無線、市町村防災行政無線、鉄道無線、タクシー無線など陸上の業務無線及び電気通信事業者の移動体通信のほとんどの親局が該当する。

事業者によっては、固定通信や海上・航空通信との接続の為、固定局や携帯基地局と併設されるものがあり、基地局と同一の無線設備が二重免許されるものもある。
なお、携帯基地局は、船舶・航空機へ持ち運んで運用する携帯局の親局であり海事・航空関係の事業者に免許されるもので、基地局とは異なる種別であり携帯電話とも関係ない。
また、携帯電話事業者の移動基地局車やIP無線利用者が基地局と呼ぶ据置型の端末は、基地局ではなく陸上移動局である。
- 陸上移動局はVHF以上の周波数帯を使用し、一部例外を除き不特定の位置から運用して見通し範囲内の通信に用いられる。無線機の構造や電源容量に制約が大きいので空中線電力（出力）も小さく、空中線（アンテナ）も主に単純な構造の無指向性の垂直偏波のものが用いられる。

確実な通信を行うために基地局は高所に設置するが、遠距離では陸上移動局の移動などの環境の変化により通信状態が不安定になることもあるため、アンテナの垂直面の指向性は俯角をつけて、あえて遠方の局とは通信しないことも多い。
- 携帯電話のサービスエリア改善では僻地などの例外を除き小出力の基地局をくまなく配置する。

水平面の指向性も陸上移動局にあわせた無指向性のものが多用される。

## 免許・登録
外国籍の者に免許は原則として与えられないことは電波法第5条第1項に定められているが、例外として第2項に
- 第7号　自動車その他の陸上を移動するものに開設し、若しくは携帯して使用するために開設する無線局又はこれらの無線局若しくは携帯して使用するための受信設備と通信を行うために陸上に開設する移動しない無線局（電気通信業務を行うことを目的とするものを除く。）
- 第8号　電気通信業務を行うことを目的として開設する無線局

があり、外国人や外国の会社・団体でも基地局を開設できる。 
次の電気通信業務用の基地局は特定無線局として包括免許される。
- 広範囲の地域において同一の者により開設される無線局に専ら使用させることを目的として総務大臣が別に告示する周波数の電波のみを使用するもの（次号に掲げるものを除く。）
  - 告示[2]された周波数は携帯電話用および2.5GHz帯無線アクセスシステムである。
- 屋内及びこれに準ずる場所に設置するもの
  - これはフェムトセル基地局のことである。

包括免許以外でも、ほとんどの場合、特定無線設備の技術基準適合証明等に関する規則により認証された適合表示無線設備を使用することとなるので簡易な免許手続の規定が適用され、予備免許や落成検査が省略されて免許される。
- 特定無線設備が制度化される以前は、無線機器型式検定規則による検定に合格した「検定合格機器」によるものが、簡易な免許手続の対象とされていた。

空中線電力1W以下のPHS及び5GHz帯無線アクセスシステムの基地局は、登録局である。
種別コードはFB。
有効期間は免許・登録の日から5年。但し、包括免許以外の免許については当初に限り有効期限は4年をこえて5年以内の5月31日となる。

### 用途
局数の推移に見るとおり、電気通信業務用が多数を占めるが、そのほとんどが携帯電話事業に関するものである。
電気通信業務用以外では、鉄道・タクシー・バス事業者などの陸上運輸用、河川事務所や高速道路会社などの水防水利道路用、その他国家行政用（警察用を含む。）などが続く。

### 局数
包括免許の無線局免許状に記載される指定局数は開設可能な局数の上限であり、すべてが稼動しているとは限らない。
また、包括登録の無線局登録状に局数は記載されない。

### 通信の相手方
電波法第52条の目的外使用として同条第6号の「その他総務省令で定める通信」を受けた電波法施行規則第37条に規定するもの（官公庁およびこれに準ずる団体にしか認められないもの、同一免許人所属の携帯局など陸上移動業務以外の移動局との通信などに限定される。）を除き、免許人所属の陸上移動局又は受信設備（異免許人間通信を同意した他の免許人所属の陸上移動局又は受信設備を含む。）に限られる。
これは、陸上移動業務の無線局は原則として同一免許人内の通信に利用するものであることによる。
FPUなどの受信設備が受信基地と呼ばれることがあるが、受信のみを目的とするものは無線局ではない

ので、基地局ではない。

### 置局範囲
#定義にある陸上には、一部の水域が含まれる。
これは、自然災害等により携帯電話・PHSや無線アクセスの通信に障害が生じ、広範囲で通信が不能となった場合の復旧策として、錨泊した船舶に臨時に基地局を開設し運用することを認めるものであり、係留気球についても同様に開設・運用できるものとしている。

### 旧技術基準の機器の使用
無線設備規則のスプリアス発射等の強度の許容値に関する技術基準改正

により、旧技術基準に基づく無線設備が免許されるのは「平成29年11月30日」まで
、
使用は「平成34年11月30日」まで

とされた。
対象となるのは、
- 「平成17年11月30日」[10]までに製造された機器、型式検定に合格した検定合格機器[11]または認証された適合表示無線設備[12]
- 経過措置として、旧技術基準により「平成19年11月30日」までに製造された機器[13]、型式検定に合格した検定合格機器[14]または認証された適合表示無線設備[15]

である。
新規免許は「平成29年12月1日」以降はできないが、使用期限はコロナ禍により
符号分割多元接続方式携帯無線通信および時分割・符号分割多元接続方式携帯無線通信の無線局を除き「当分の間」延期された。
- cdmaOne、W-CDMA・CDMA2000の携帯電話用基地局は延長されない。

なお、検定合格機器は設置が継続される限り検定合格の効力は有効とされるので、新たに使用期限が設定されても設置し続ける限り使用可能で再免許も可能。
詳細は無線局#旧技術基準の機器の使用を参照。

## 運用
無線局運用規則第4章 固定業務、陸上移動業務及び携帯移動業務の無線局、簡易無線局並びに非常局の運用による。

## 操作
基地局は、政令電波法施行令第3条第2項第8号に規定する陸上の無線局であり、最低でも第三級陸上特殊無線技士以上の無線従事者による管理（常駐するという意味ではない。）を要するのが原則である。
無線従事者を要しない「簡易な操作」を規定する電波法施行規則第33条及びこれに基づく告示から基地局に係わるものを抜粋する。
2008年（平成20年）10月1日現在
- 第2号　特定無線局の無線設備の通信操作及び当該無線設備の外部の転換装置で電波の質に影響を及ぼさないものの技術操作
- 第4号(1)　特定無線局以外の陸上に開設した無線局でかつ海岸局、航空局、船上通信局、無線航行局、海岸地球局又は航空地球局以外のものの通信操作
  - 基地局も該当する。
- 第6号(1)　適合表示無線設備のみを使用するフェムトセル基地局の無線設備の外部の転換装置で電波の質に影響を及ぼさないものの技術操作
- 第6号(5)　無線設備の外部の転換装置で電波の質に影響を及ぼさないものの技術操作で別に告示するもの
  - 告示第1項第3号　空中線電力1W以下のPHSの基地局
- 第7号(1)　特定無線局以外の基地局でかつ、陸上移動中継局の中継により通信を行うもので無線設備の外部の転換装置で電波の質に影響を及ぼさないものの技術操作で他の無線局の無線従事者に管理されるもの
- 第8号　その他に別に告示するもの
  - 告示第3項第5号　プレストーク方式による無線電話の送受切替装置の技術操作

無線従事者が不要となるのは、電気通信事業者の基地局がほとんどである。

## 検査
- 落成検査は、上述の通り特定無線局は包括免許されるため、適合表示無線設備は簡易な免許手続が適用されるため省略される。これ以外でも、一部を除き登録検査等事業者等による点検ができるので、この結果に基づき一部省略される。
- 定期検査は、電波法施行規則第41条の2の6第4号により空中線電力が1Wを超えると行われる。周期は別表第5号第5号により5年。一部を除き登録検査等事業者等による検査が可能でこの結果に基づき省略される。
- 変更検査は、落成検査と同様である。

## 沿革
1950年（昭和25年）
- 6月 - 電波法施行規則[21]制定時に「陸上移動局と通信を行うため陸上に開設する移動しない無線局」と定義、陸上移動局と陸上移動業務も同時に定義、免許の有効期間は3年
  - 旧法による基地局の免許（無線電信法による基地局に相当する施設の許可）の有効期限は電波法施行の日から2年後（昭和27年5月31日）まで[22]とされた。
- 7月 - 東京都に消防用陸上移動業務の実用化試験用として実用化試験局との二重免許で1局が免許[23]
- 8月 - 国家公安委員会に警察事務用として7局が基地局初の免許[24]
  - 免許の有効期限は旧法により免許された基地局と同様の「昭和27年5月31日」までとされた。以降に免許された基地局も同様。

1952年（昭和27年）- 6月1日に最初の再免許、以降の免許の周期はこの日が起点となる。
1958年（昭和33年）- 運用開始の届出および免許の公示を要しない無線局に
1971年（昭和46年）- 免許の有効期間が5年に
1982年（昭和57年）- 定義が現行のものに
1993年（平成5年）
- 電波利用料制度化、電波法別表第6第2項の「移動しない無線局」が適用[28]
- 電気通信業務用および公共業務用以外の基地局は無線業務日誌の備付けを要しないものに[29]

1994年（平成6年）
- 外国籍の者が電気通信業務用以外の基地局を開設できるものに[30]
- 陸上移動業務の無線局は、毎年一定の告示[31]で定める日が免許の有効期限に[32]
  - 以後、免許の有効期限は免許の日から4年を超えて5年以内の5月31日までとなる。

1996年（平成8年）- 携帯電話事業において基地局と固定局の二つの免許が必要であった無線局が陸上移動中継局として認められることに
1997年（平成9年）- 空中線電力1W以下の基地局は定期検査を要しないものに
1998年（平成10年）- 外国籍の者が電気通信事業用基地局を開設できるものに
2000年（平成12年）- 特定基地局が制度化され、携帯電話・PHS事業や無線アクセス事業の電気通信事業者の基地局が対象に
2005年（平成17年）- 空中線電力10mW以下のPHSの基地局は登録局に
- 施行日に免許されていた局は最初に到来する免許の日の応当日に登録されたものとみなされるが、有効期限は従前のまま[38]

2008年（平成20年）
- 5GHz帯無線アクセスシステムの基地局が登録局に[39]
- フェムトセル基地局が制度化[20]
  - 同時に特定陸上移動中継局も制度化

2009年（平成21年）- 基地局は全て無線業務日誌の備付けが不要に
2010年（平成22年）- 特定基地局の対象に移動受信用地上放送の受託放送事業者の放送局（現・移動受信用地上基幹放送の基幹放送局提供事業者の地上基幹放送局）が追加
2011年（平成23年）- 他の無線局に妨害を与えるおそれがない場所に設置する電気通信事業用基地局が特定無線局に
2014年（平成26年）　
- フェムトセル基地局を除く携帯電話用および2.5GHz帯無線アクセスシステムの基地局が特定無線局に[43]
- PHSの基地局の登録局の空中線電力は1W以下に緩和[43]

2016年（平成28年）
- 置局範囲が拡大[44]
- 船舶上の基地局に初の免許[45]

| 年度 | 総数      | 電気通信業務 | 陸上運輸 | 出典                 | 出典                           |
| --- | --------- | ------------ | -------- | -------------------- | ------------------------------ |
| 平成11年度末                                                                                               | 839,142   | 777,894      | 21,271   | 地域・局種別無線局数 | 平成11年度第4四半期末          |
| 平成12年度末                                                                                               | 822,025   | 760,726      | 22,006   | 地域・局種別無線局数 | 平成12年度第4四半期末          |
| 平成13年度末                                                                                               | 793,784   | 735,232      | 22,635   | 用途別無線局数       | H13 用途・業務・免許人・局種別 |
| 平成14年度末                                                                                               | 759,605   | 701,090      | 22,726   | 用途別無線局数       | H14 用途・局種別無線局数       |
| 平成15年度末                                                                                               | 738,368   | 680,224      | 22,814   | 用途別無線局数       | H15 用途・局種別無線局数       |
| 平成16年度末                                                                                               | 667,521   | 609,069      | 23,114   | 用途別無線局数       | H16 用途・局種別無線局数       |
| 平成17年度末                                                                                               | 621,470   | 562,872      | 23,526   | 用途別無線局数       | H17 用途・局種別無線局数       |
| 平成18年度末                                                                                               | 616,377   | 558,126      | 24,243   | 用途別無線局数       | H18 用途・局種別無線局数       |
| 平成19年度末                                                                                               | 626,244   | 567,904      | 24,571   | 用途別無線局数       | H19 用途・局種別無線局数       |
| 平成20年度末                                                                                               | 405,491   | 347,246      | 24,747   | 用途別無線局数       | H20 用途・局種別無線局数       |
| 平成21年度末                                                                                               | 412,674   | 354,746      | 24,760   | 用途別無線局数       | H21 用途・局種別無線局数       |
| 平成22年度末                                                                                               | 536,930   | 477,980      | 24,125   | 用途別無線局数       | H22 用途・局種別無線局数       |
| 平成23年度末                                                                                               | 578,516   | 518,272      | 23,702   | 用途別無線局数       | H23 用途・局種別無線局数       |
| 平成24年度末                                                                                               | 625,063   | 563,379      | 23,662   | 用途別無線局数       | H24 用途・局種別無線局数       |
| 平成25年度末                                                                                               | 679,895   | 617,951      | 23,358   | 用途別無線局数       | H25 用途・局種別無線局数       |
| 平成26年度末                                                                                               | 707,629   | 643,507      | 22,846   | 用途別無線局数       | H26 用途・局種別無線局数       |
| 平成27年度末                                                                                               | 702,879   | 638,914      | 22,846   | 用途別無線局数       | H27 用途・局種別無線局数       |
| 平成28年度末                                                                                               | 734,615   | 673,619      | 22,239   | 用途別無線局数       | H28 用途・局種別無線局数       |
| 平成29年度末                                                                                               | 1,254,384 | 1,193,480    | 22,107   | 用途別無線局数       | H29 用途・局種別無線局数       |
| 平成30年度末                                                                                               | 1,319,501 | 1,259,054    | 21,885   | 用途別無線局数       | H30 用途・局種別無線局数       |
| 令和元年度末                                                                                               | 1,173,056 | 1,052,288    | 21,424   | 用途別無線局数       | R01 用途・局種別無線局数       |
| 令和2年度末                                                                                                | 954,209   | 894,186      | 21,135   | 用途別無線局数       | R02 用途・局種別無線局数       |
| 令和3年度末                                                                                                | 1,078,563 | 1,019,940    | 20,853   | 用途別無線局数       | R03 用途・局種別無線局数       |
| 令和4年度末                                                                                                | 1,078,363 | 1,019,939    | 20,553   | 用途別無線局数       | R04 用途・局種別無線局数       |
| 令和5年度末                                                                                                | 1,095,597 | 1,037,772    | 20,238   | 用途別無線局数       | R05 用途・局種別無線局数       |
| 注 - 平成17年度から免許局と登録局が合算される。 - 平成23年度から特定無線局については開設局数が計上される。 |           |              |          |                      |                                |

## 携帯電話・PHSの基地局
基地局は端末との間で無線通信を行う一方、電話網の末端となり、端末との間の通話・通信を電話網（交換機）との間で中継する役割を持つ。
基地局間は有線（電話回線）又は無線・衛星回線で接続される。
無線の場合、上述のとおり陸上移動業務においては基地局同士の通信はできないので、二重免許された固定局を介する。また、種別変更されて陸上移動中継局とされることもあり、この節で記述されているものの中には電波法令上の陸上移動中継局たるものがありうる。
衛星回線の場合でも人工衛星局と直接の通信はできないので、併設された地球局を介することとなる。
PHSの基地局は特にCS(Cell Station)と呼称する場合もある。
郊外や地方では高さ数十mの鉄塔を建設して、アンテナなどの無線設備を取り付けて使用することが多い。また、都市圏ではビルやマンション等の屋上などを借りてアンテナを設置することも多い。他に、かつての出資関係から出資元の施設などを借用する場合も多く、NTTドコモは、電話局などNTT関連の施設内にある中継アンテナ鉄塔にも設置されており、auは、旧セルラーの出資元であったKDDI（旧DDI）の中継アンテナ鉄塔や、旧IDOに出資していた東京電力やトヨタ自動車関連の施設、ソフトバンク（旧ボーダフォン→旧称ソフトバンクモバイル）は、かつて（旧デジタルホン→Jフォン時代）の出資元であったJR関係の施設に設置されていることが多い。PHSは、ビル等の屋上や、電柱等の上部（旧アステルは電力会社の電柱、NTTドコモはNTT電話線の電柱または公衆電話ボックス、ウィルコム（旧DDIポケット）は独立電柱）上に設置される。また、開始当初から主な地下鉄駅や地下街構内に基地局が設置されている。
携帯電話では、アンテナほか装置設備全体（カバーエリア）が大形になりがちであり、広めの敷地・用地、および多額の建設費用を必要とするが、PHSでは、アンテナ・装置（カバーエリア）とも小型であり、設置費用も少なくて済む。このため、携帯電話では、郊外や地方を中心に、一つの鉄塔に複数社（例・au＋ソフトバンク）の基地局が設置されている場合も少なくない。地方の僻地などで、基地局建設に際して自治体や移動通信基盤整備協会による公的補助を受けた場合には、NTTドコモ＋au＋ソフトバンク（＋ツーカー）の3（4）系統が一つの鉄塔に存在することもある。一方で、PHSでは、スキー場などにスポット的な利用可能なエリアが存在する。また、PHSでは1995年の開始当初から行われていた地下鉄駅や地下街への展開も、携帯電話では費用などの問題から、2003年頃にようやく開始された状態である。
災害・停電時など電源に異常が発生した場合に備えて、携帯電話はほぼ全てに、PHSは一部に、バックアップ用のバッテリー設備を備え、非常時の通話・通信の確保を図っている。もっとも、大容量のバッテリーを備えていると言われる携帯電話の基地局でも、新潟県中越地震や福岡県西方沖地震のような大きな地震災害等においては、次のような原因その他により、正常な通話・通信が出来なくなる事態が発生した（し得る。）。
- 過度のトラフィック集中による輻輳を避けるため、リアルタイム性が要求される音声通話などは規制されやすく、基地局1局につき接続可能な携帯電話は20局程度、PHSは3〜14局程度となる。一方メールやインターネットのようなリアルタイム性を要求されない通信の規制は緩い。
- 基地局から交換機施設までの通信回線（専用線）の切断
  - 専用有線通信回線の物理的な切断、損傷
  - 山奥などのため、無線回線で接続されている場合に電波を中継する固定局が倒壊・損傷した場合
- 電力等の復旧や、電力車（補充充電を実施する）の手配が出来ない、または遅れた場合など、一日程度でバッテリーは空になる・自家発電用の燃料を使い果たす。

なお、災害時に限らず、過度のトラフィック集中による輻輳は、イベント会場周辺で数万〜10万人以上の多数の人出がある大規模なイベントなどの開催の際に問題になることが多い。（「コミックマーケット」、花火大会、初詣、成人式、野球場、競馬場、サッカー場など）人出が予想される競馬場やスポーツ競技場周辺では、それなりに容量を強化させてあるが、年に数回しか人出のないイベント会場周辺では、容量が追いついていないことが多い。特に「コミックマーケット」開催時には各携帯電話事業者の移動基地局車が会場の東京国際展示場周辺に出動しているが、これでも来場者のトラフィックにはまったく追いつけずに音声通話も3G通信も使えないことも多いようで、現地スタッフが使用自粛を呼びかけている。2000年代末から始まったスマートフォンの普及加速で元々のトラフィックが急激に増大していることや、無線LANを介しての通信オフロードが可能になったこともあり、2011年末開催のC81ではKDDIとソフトバンクモバイルが其々の自社系無線LANスポットの設置に関する告知を行った。
他、KDDIは東展示場内へのアクセスポイントの臨時設置を実施した。他に、新年を迎えた元日午前0時頃を中心とした時間帯の発信規制が、毎年のように繰り返されている。
KDDIでは災害発生時に海底ケーブル敷設船を被災地の沖合に派遣し船舶型基地局として運用できるものとしている。

### セル方式

携帯電話基地局の配置イメージ

設置につき「セル方式（cellular communication system）」が採られている場合、電波が届く範囲（通信可能な範囲）を「セル」（cell, cellular :細胞）と言う。携帯電話に関する普通名詞や固有名詞に使われている「セルラー」も同義である。
セル方式とは、無線周波数帯域を効率良く利用するため（周波数利用効率の向上のため）、基地局を多数設置して、電波の到達範囲を一定エリアに留めて、同じ周波数帯域をできるだけ再利用しようとする方式である。
セルの配置の仕方をセル設計という。携帯電話のセル設計については、正六角形（ハニカム）による配置が一般的である。ただし、これはあくまで設計上の話であって、電波は建造物や地形の影響を大きく受けるため、実際は正六角形から大きくひずみ、非常に複雑なセル形状となる。セルの一部がちぎれて隣接セルの中に入り込むことさえある。また、基地局の設置場所の関係から、正六角形を規則正しく並べた配置になるように置局することは難しい。さらに、不感地帯や高トラフィック解消の為に、新たな基地局を既存のセル配置の中に割り込ませることもある。このように、実際のセル配置は、正六角形配置とはほど遠いものとなっている。
セルの大きさは、携帯電話においては数百m〜数km（「マクロセル」と呼ばれる。）が一般的である。比較的大きなセルを取る場合「大ゾーン」、比較的小さなセルの場合は「小ゾーン」と呼ばれる。大ゾーンは人口密度が低い平野部に適用される。小ゾーンは人口密度が高い都市部に適用される。大都市の駅前や繁華街ではセルを重複（オーバーレイ）させることも行われている。また、日本に多い山間の集落は地形の制約から小ゾーンとなることが多い。
また、指向性アンテナを使って、正六角形によるセルを角度で等分割する構成を「セクタ構成」と呼ぶ。セルを3または6分割する3セクタ構成、6セクタ構成などが一般的である。
PHSにおいては、セルの大きさは数十〜数百m程度の「マイクロセル」となる。街路に沿って地上高を低く取り、小出力の基地局を多数設置する方式（「ストリートセル方式」、低トラフィック型）と、マンションや自立柱などの比較的高い地上高を取り、PHSとしては高出力の基地局（および高感度のアンテナ）を用いて少数設置する方式（高トラフィック型）がある。
PHSではセル毎に周波数の異なる多数の通信チャンネルを採用できる。そのため、一部のPHS事業者では、セル毎に動的に通信チャンネルを割り当てるシステム(DCA:Dynamic Cell Assign)を採用しており、自動自律分散的にセル設計が行われる。
実際の事業者においては、これらの方式を各種組み合わせて採用した方式が採られている事が多い。
参考文献：

### 事業者別特徴

#### NTTドコモ

##### FOMA（W-CDMA）
FOMA（W-CDMA）の基地局はPDC基地局に併設されていることが多い。そのため、基地局配置はFOMAに適したものにはなっていないが、最近はFOMA専用の新設局も大幅に増加しており、movaではカバーされていない場所でも、利用できる場所も増えてきている。movaの利用者減少によりFOMAプラスエリアと呼ばれる800MHz帯の基地局が近年大幅に増え、現在では、FOMAプラスエリアの基地局だけでも、movaやauの基地局数を上回っている。山間部に於いては、山頂や尾根に置局されることはまれで、山の中腹や単に道路沿いに置局されるため、基地局のカバーエリアが狭く、数が多い割には不感地帯が見受けられたが、プラスエリアの基地局の増加により改善されている。
セクタ構成は、平野部は6セクタと3セクタが入り交じっている。山間部は1セクタである。平野部は送信ダイバーシティもおこなっており、6セクタの場合は送信機が12台あることになる。
アンテナは、本体と制御装置が別になっているため、無数の同軸ケーブルがアンテナから飛び出しているのが特徴である。

##### mova
mova(PDC)は1993年のサービス開始で歴史も長く、全国に多数存在するNTT関連の電話局や中継所などの施設への設置が先行し、さらに単独基地局の整備も進められていたため、基地局配置の完成度は高い。
1.5GHz（中央・東海の「シティフォン」、関西の「シティオ」）は東京周辺ではそれなりに密度はあるものの、他地域では極端に密度が粗く使いにくい状態であった。2004年の新規受付終了後も504iシリーズ以降の自動1.5GHz対応機の音声通話用に使われるようになり逼迫する800MHz帯の輻輳対策に使用された。2012年3月31日にサービスは終了した。

##### ドコモPHS
ドコモPHS（旧NTTパーソナル）のサービス開始当初はアステルと同様に、小型・小出力（主に20mW）のCSをNTTの公衆電話や電柱に配置するストリートセル型であった。変わったところではコカ・コーラの自動販売機に組み込まれたものもあった（遠隔監視用としてISDN回線につながっていたため）。後に、ウィルコム（当時はDDIポケット）と同様に高出力型のCSをビル・マンション屋上に配置している高トラフィック型を、並行して採用した。高トラフィック型は中心街・市街地においてもセル半径を元にした単純なセル配置であったためか、ウィルコムに比較してエリア内の穴（不感地帯）が多いとされた。高出力型はエレメントが黒く上と下向きにそれぞれ4本の計8本である事が特徴である。2008年1月7日24時にサービスは終了した。

#### au（KDDI／沖縄セルラー電話）
auはcdmaOneの開始当初、関東地方・東海地方・甲信地方はIDO（日本移動通信）、それ以外は、セルラー（DDIセルラーグループ）のサービスであったため、auに統合された今でも、基地局は大きく異なっている。

##### 旧IDO
1999年のサービス開始であり歴史が古いため、基地局配置の完成度は概ね高い。かつてのIDOの主な出資元がトヨタ自動車や東京電力であったため、トヨタや東電関係の施設から設置が進められた。
山間部に於いては、山頂や尾根への置局と、山の中腹や道路沿いへの置局の組み合わせで、基地局が少ない割にはエリアが広い。しかしながら、圏外の場所も少なくはないので、さらなる、新局の設置が期待される。
セクタ構成は、3セクタが基本で山間部は1〜2セクタである。
アンテナは、制御装置と一体になっている上、偏波ダイバーシティ方式により本数が少ないのが特徴である。

##### 旧DDIセルラー
1998年のサービス開始であり歴史が古いため、基地局配置の完成度は概ね高い。
セクタ構成は、6セクタが基本で、一部3セクタもある。山間部は1〜2セクタである。都市部に限らず、人口密度の少ない地域に於いても平野部は6セクタであり、その代わり、セル半径を大きくしている。そのため、かなり離れたセル同士の干渉が発生することがある。
アンテナは、制御装置と一体になっているが、セクタ数が多い上、空間ダイバーシティ方式であるため本数が多い（6セクタの場合は12本）のが特徴である。北海道に於いては、旧IDOエリアと同じ基地局が見られる。

##### 旧ツーカー
ツーカー(KDDI)は旧デジタルホンとともに携帯電話では最後発（2006年時点）であり、当初の出資元が日産自動車と旧DDI（関西は除く。）のため、DDIの無線通信アンテナや日産関連の施設に併設されたものが多かった。密度が粗いために不感地帯が多く、郊外や地方の整備に当たって、他社基地局に相乗りしてアンテナを設置していることも多かった。KDDIへの吸収直前まで基地局の増設が行われていた。2008年3月31日のサービス終了に伴い、鉄塔等がUQコミュニケーションズの Mobile WiMAX用、およびauのLTE用として利用されている。

#### ソフトバンク

##### 旧デジタルホン（2G）
旧デジタルホン当初の親会社であった日本テレコムはJR系であったため、駅などJR関連の施設を使って基地局が整備された。携帯電話では最後発（2006年時点）であり、密度が粗いために不感地帯が多く、郊外や地方の整備に当たって、他社基地局に相乗りしてアンテナを設置していることも多い。

##### 旧デジタルツーカー（2G）
資本構成から、初期段階では駅などJR関連の施設や日産自動車関連の施設を使って基地局が整備された可能性が高い。旧デジタルホンとツーカーの双方のローミングの受け皿でもあることから、両キャリアに対応した設備を有している。後の基地局では旧ツーカーと資本系列が同じ旧DDIセルラーの基地に相乗りした可能性もあるが詳細は不明。

##### ソフトバンクモバイル（旧ボーダフォン）（2Gおよび3G）
ソフトバンクモバイルの3G(W-CDMA)は、FOMA同様に既存PDC基地局に設置されているが、後発ゆえのハンディキャップか密度は粗く、加入者が伸び悩んでいる一因となっていた。打開策として2006年度の設備投資（通期）は大幅に増額されて前年比66.8%増となる約4,000億円を投資してNEC製の小型基地局設備の拡充がおこなわれた
。
2010年3月28日、孫社長自身が基地局倍増計画を発表した。
2Gは2010年3月31日をもって廃止された。

##### プラチナバンド
2012年2月29日に、900MHz帯がソフトバンクモバイルへ割り当てられる事が決定した。
7月25日にプラチナバンドと言う呼称で開通した。

##### 旧ウィルコム
ウィルコム（旧DDIポケット）の基地局はビル・マンション屋上や自立柱に高出力(500mW)の基地局(CS)を配置するパターン（高トラフィック型）が殆どであり、小出力・小型のCSは輻輳緩和用や、構内・屋内など補完的である。一つの基地局で半径500m以内のユーザーをカバーできる。DCAを最大限活用して、徹底して高トラフィック型CSによりエリアの穴を潰す方策を採り続けているため、中心街・市街地においては高トラフィック型にしては置局の密度が高い。エレメントが白く上向きの4本である事が特徴。
なお、CSにリモートアップデート可能なファームウェアを当初より採用していた事により、エアーエッジ等の新型サービスにも柔軟に対処可能となった。また、アンテナエレメントの改良により高感度タイプや、高指向性タイプもあり、干渉抑制のためのアダプティブアレイ技術の採用、辺縁部には無線エントランス回線の採用など、PHS事業者としては意欲的な技術採用およびエリア展開を行っている。ウィルコムに移行した頃から、W-OAM対応と目される8エレメントの新型基地局を、都市エリアを中心に順次配置していっている。
WILLCOM CORE XGP
WILLCOM 
2014年6月1日にイー・アクセスに吸収合併。7月1日にブランド名もY!mobile に統一された。

##### WCP
基地局の運営は、会社を切り離し、Wireless City Planning株式会社（WCP）を2010年6月に設立した。
XGP事業および、PHSを含む設備の資産（基地局・電柱を含む）およびロケーションの賃貸借にかかわる権利をWCPが吸収分割方式にて譲受することを明らかにした。
XGPの技術は　AXGP　（TDD-LTEに100%互換）と発展している。

#### アステルグループ
アステルは主に電柱に小型・小出力（主に20mW）のCSを配置するストリートセル型であった。高出力型のCSもあるが少数である。2006年12月20日にアステルグループの音声PHSサービスは全て終了した。

### 画像

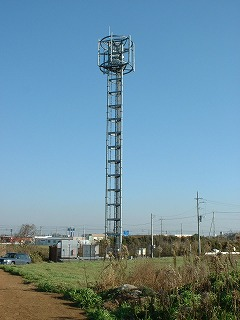
NTTドコモ携帯電話の基地局（2003年12月撮影）
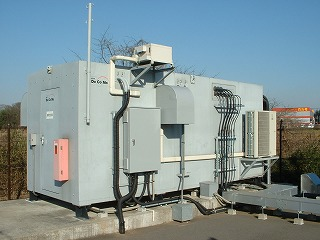
NTTドコモ携帯電話の基地局根元にある無線装置の建家（2003年12月撮影）
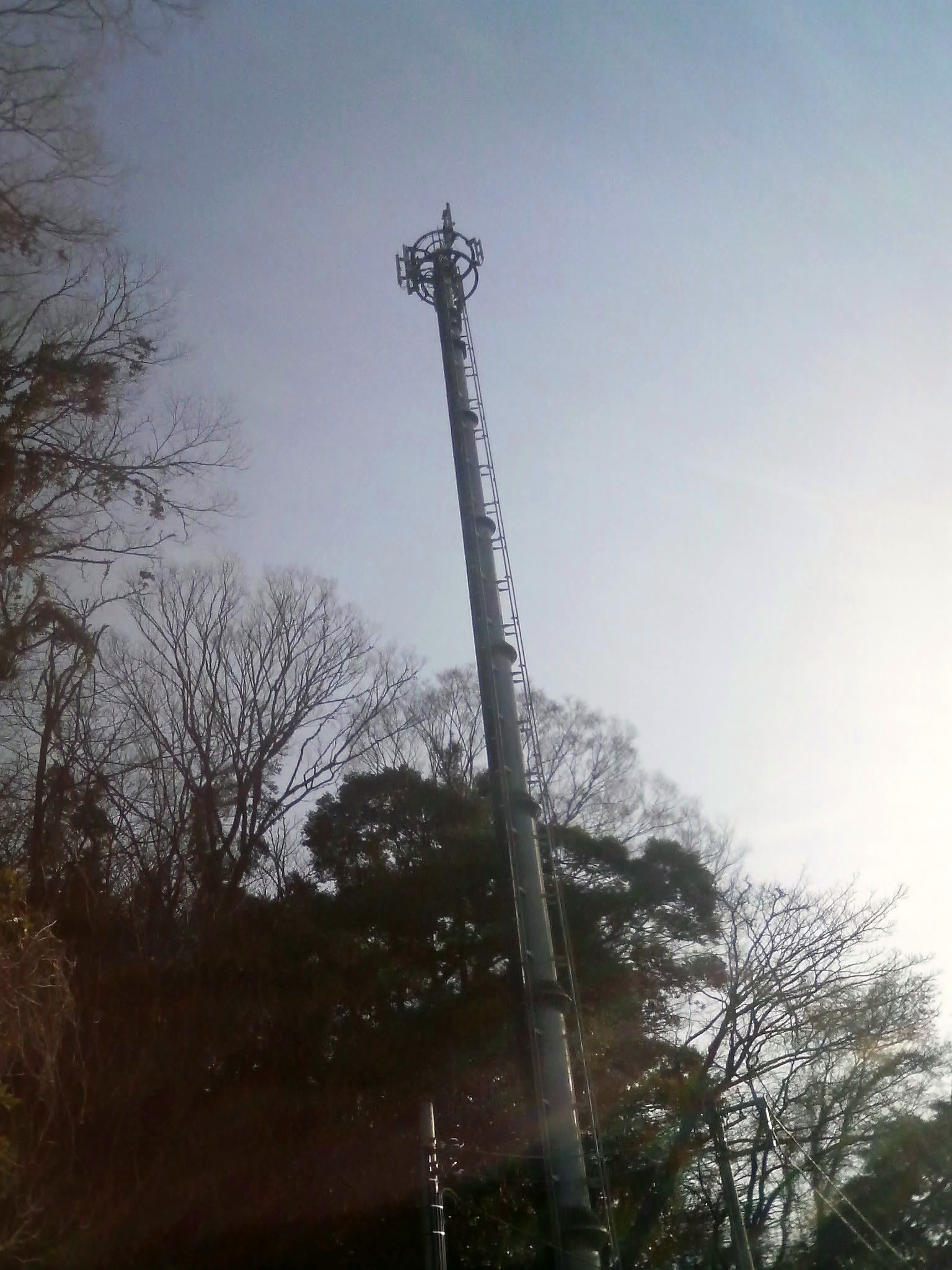
KDDIのツーカー携帯電話の基地局（2009年3月撮影、停波後。）
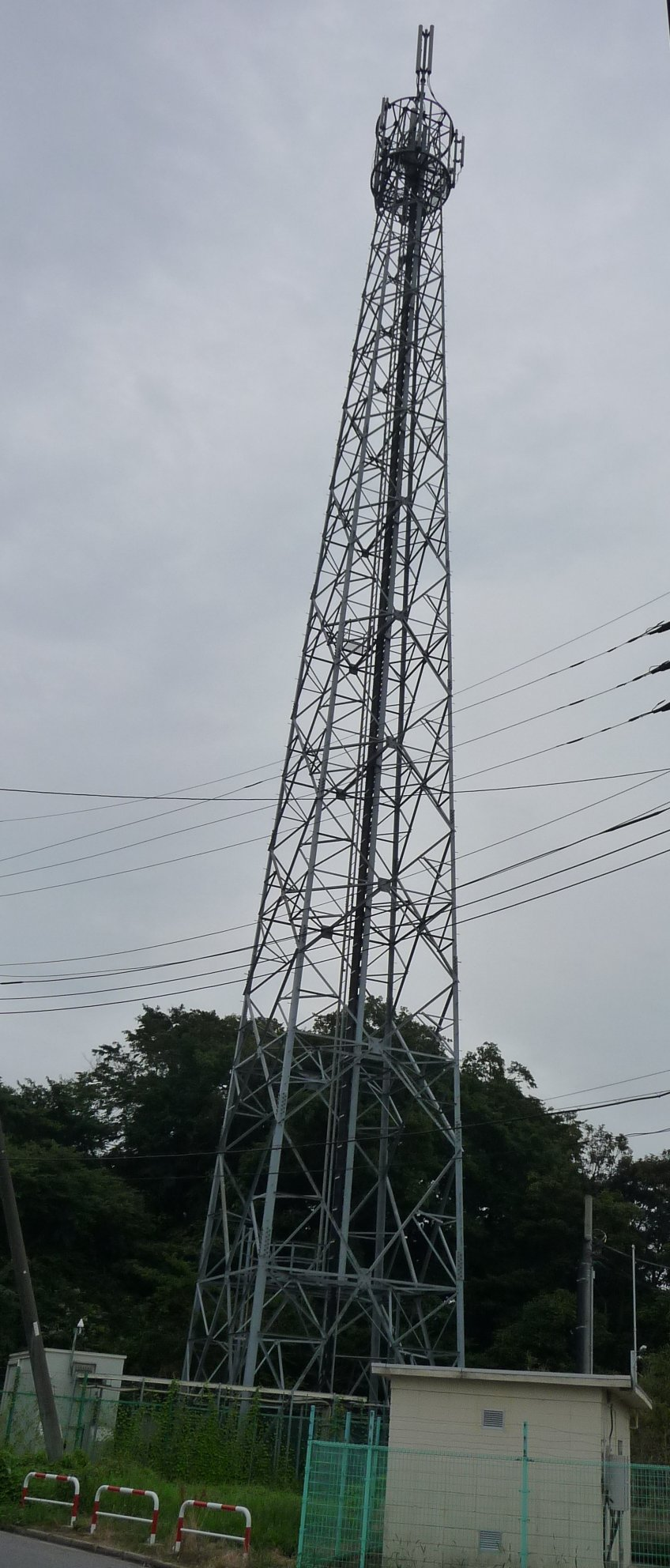
KDDIのau携帯電話の基地局、千葉県内（2008年8月撮影）
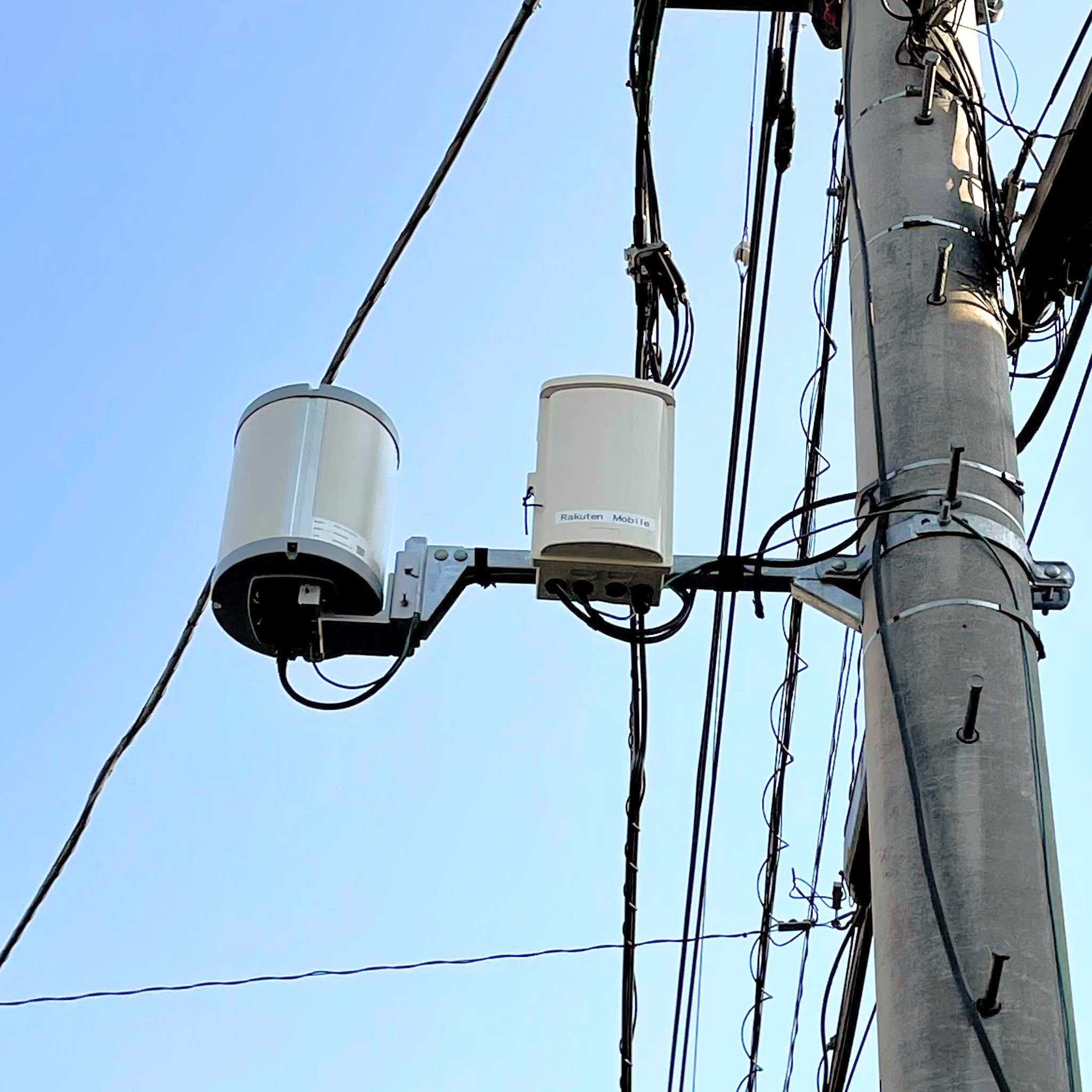
楽天モバイルの携帯電話小型基地局（2021年4月撮影）
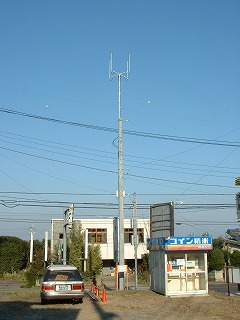
ウィルコムPHSの基地局（2003年12月撮影）
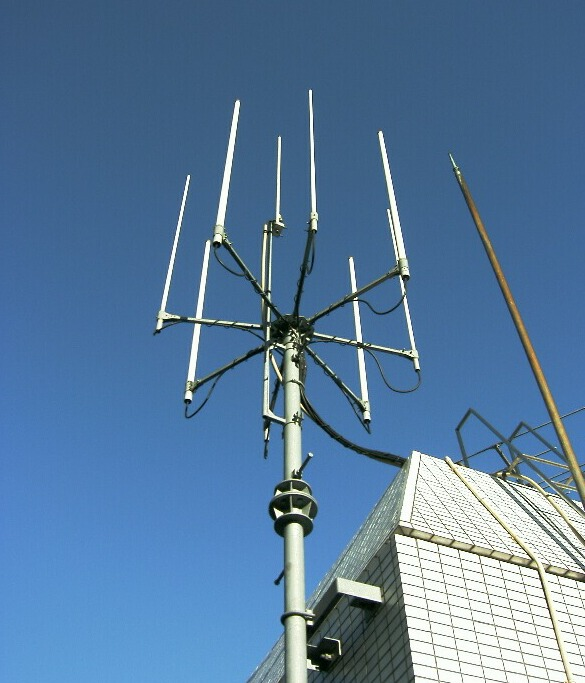
ウィルコムPHS高度化対応アンテナ基地局（2007年3月11日撮影）
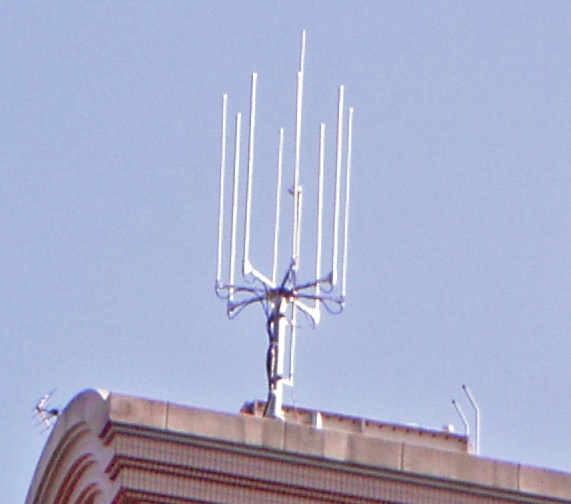
ウィルコムPHS高度化対応アンテナ・W-OAM対応と目される8エレメントアンテナ基地局（2004年11月撮影）
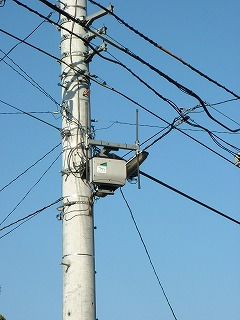
NTTドコモPHSの基地局（2003年12月撮影）
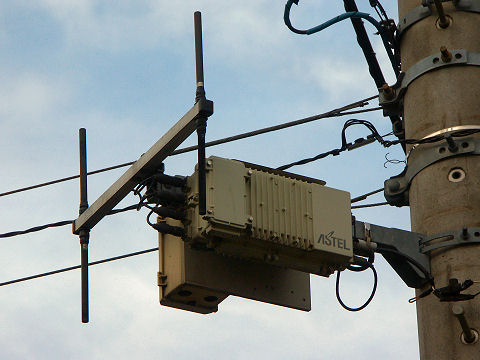
アステル東京の基地局跡（2006年7月撮影、停波後。）
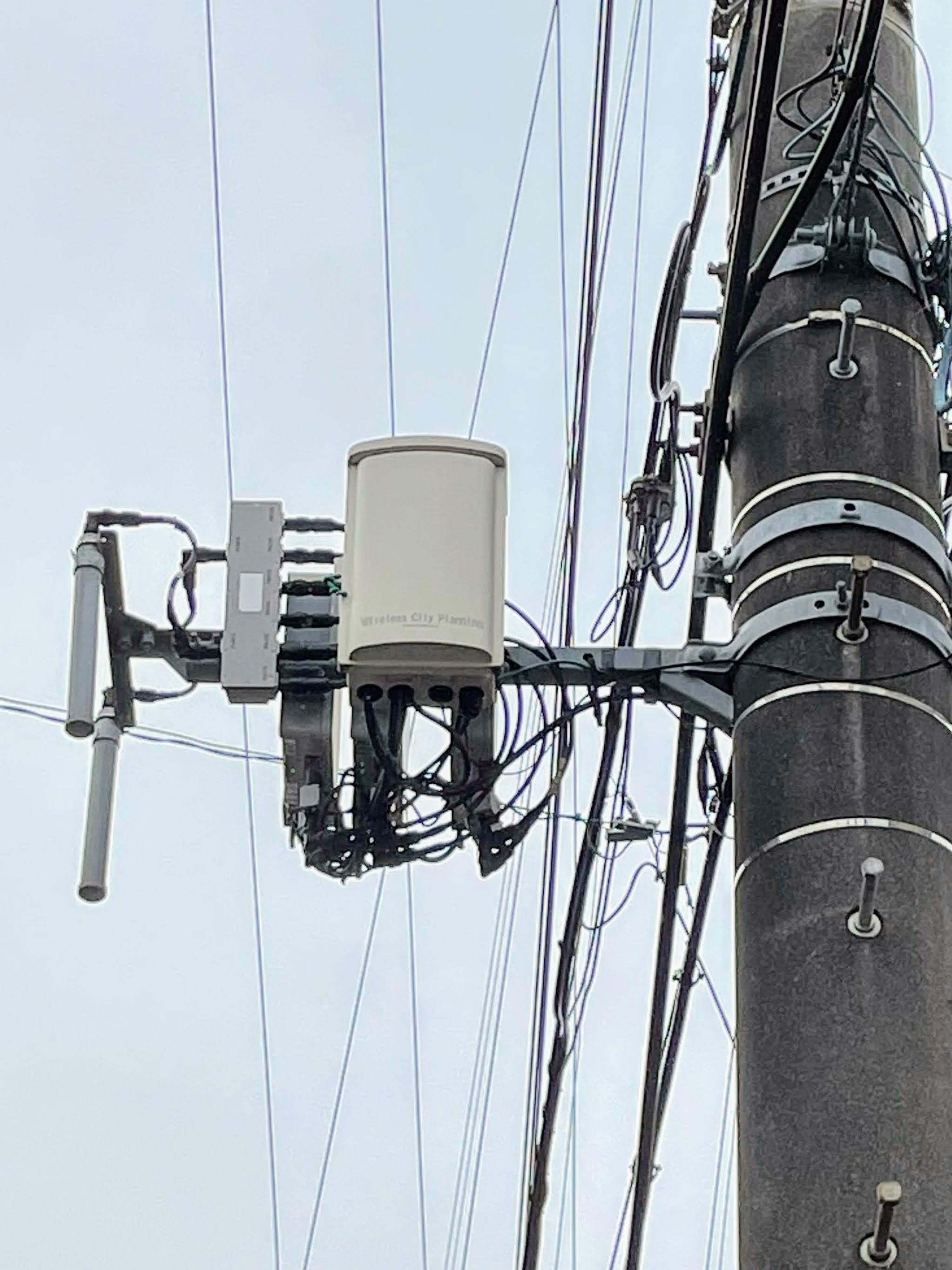
Wireless City Planningの携帯電話小型基地局（2021年10月撮影）
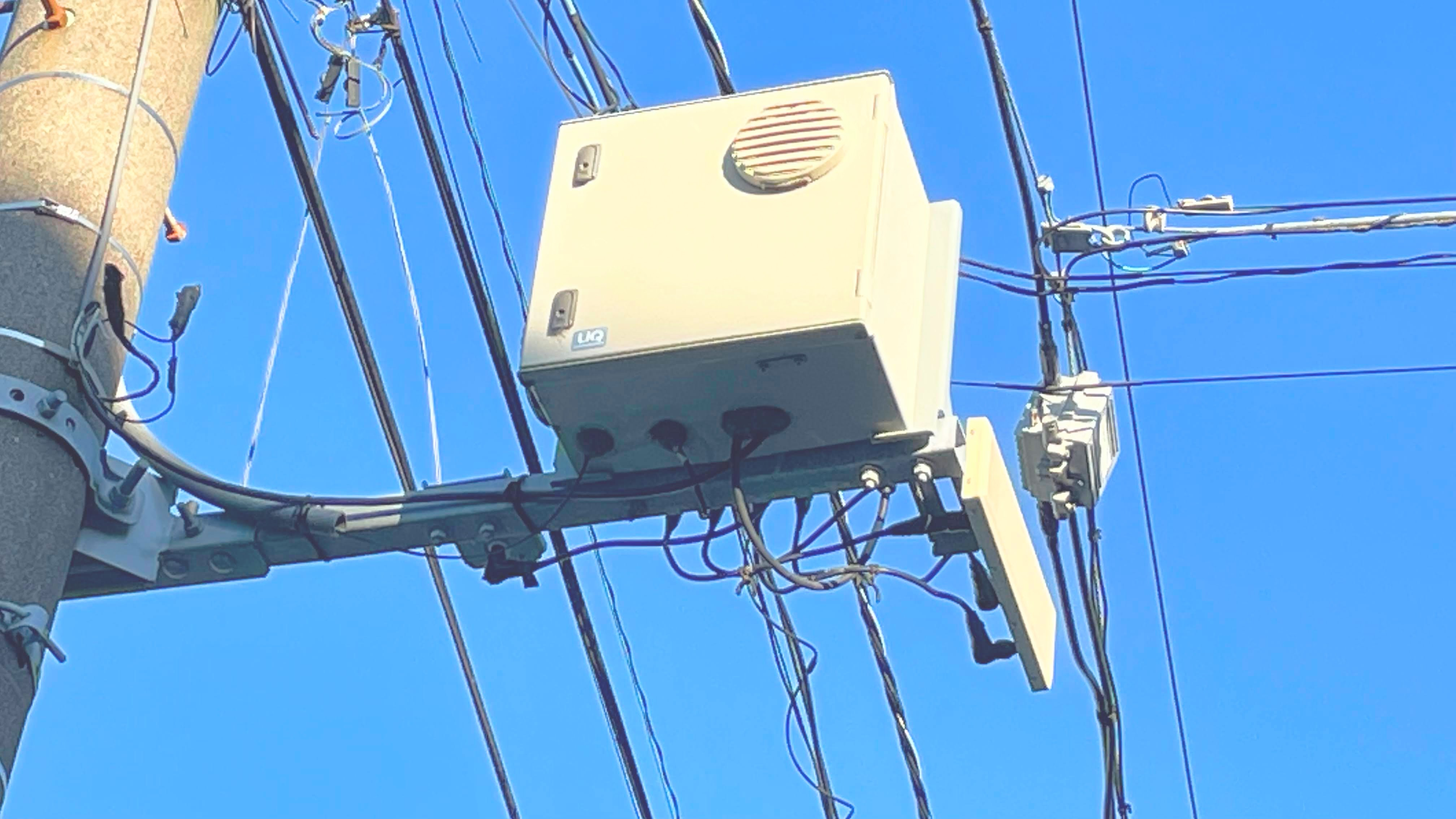
UQコミュニケーションズのWimax2+の小型基地局（2021年11月撮影）
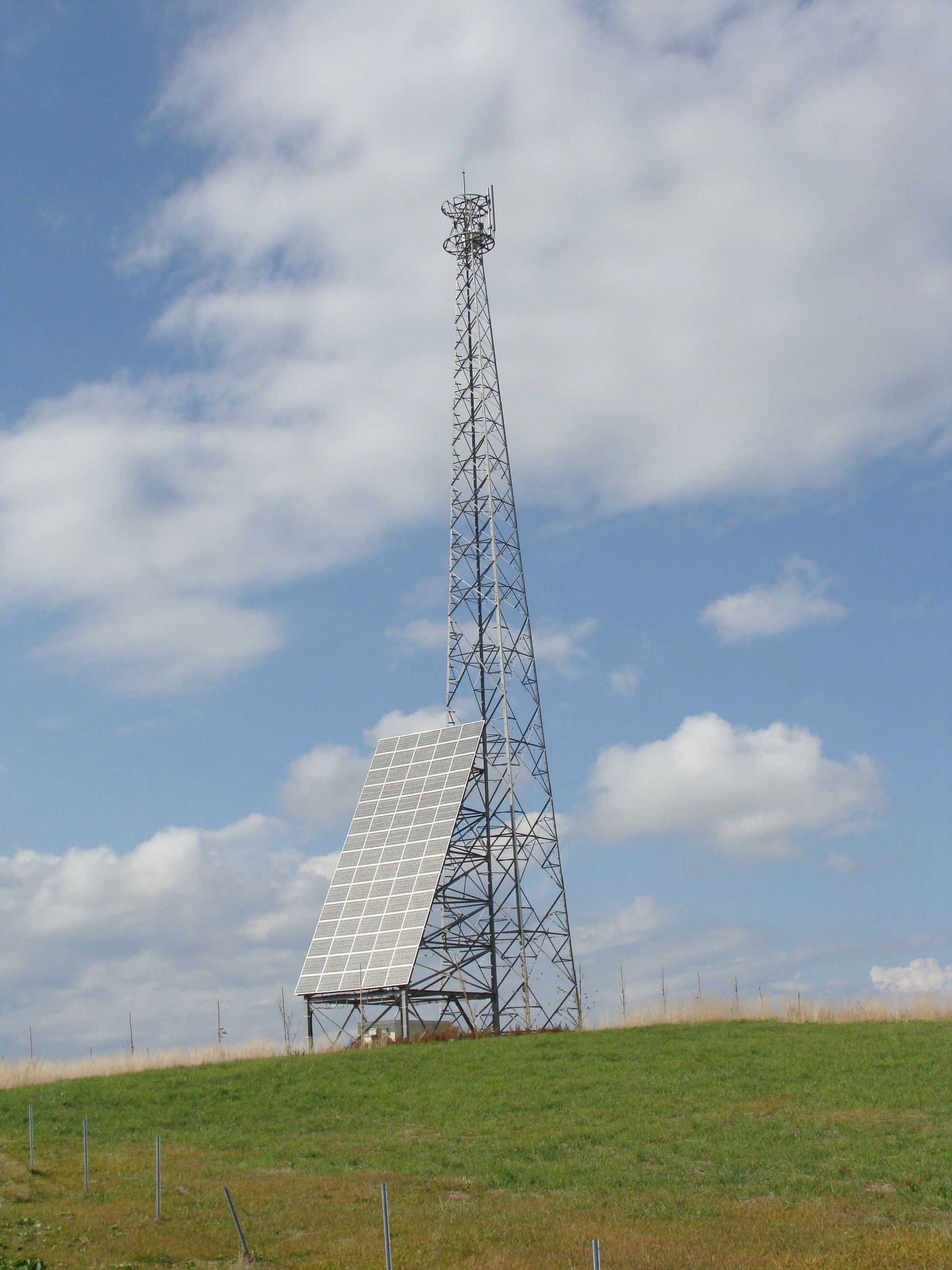
大型ソーラーパネルによって稼動している山頂の基地局（八甲田 2007年10月撮影）
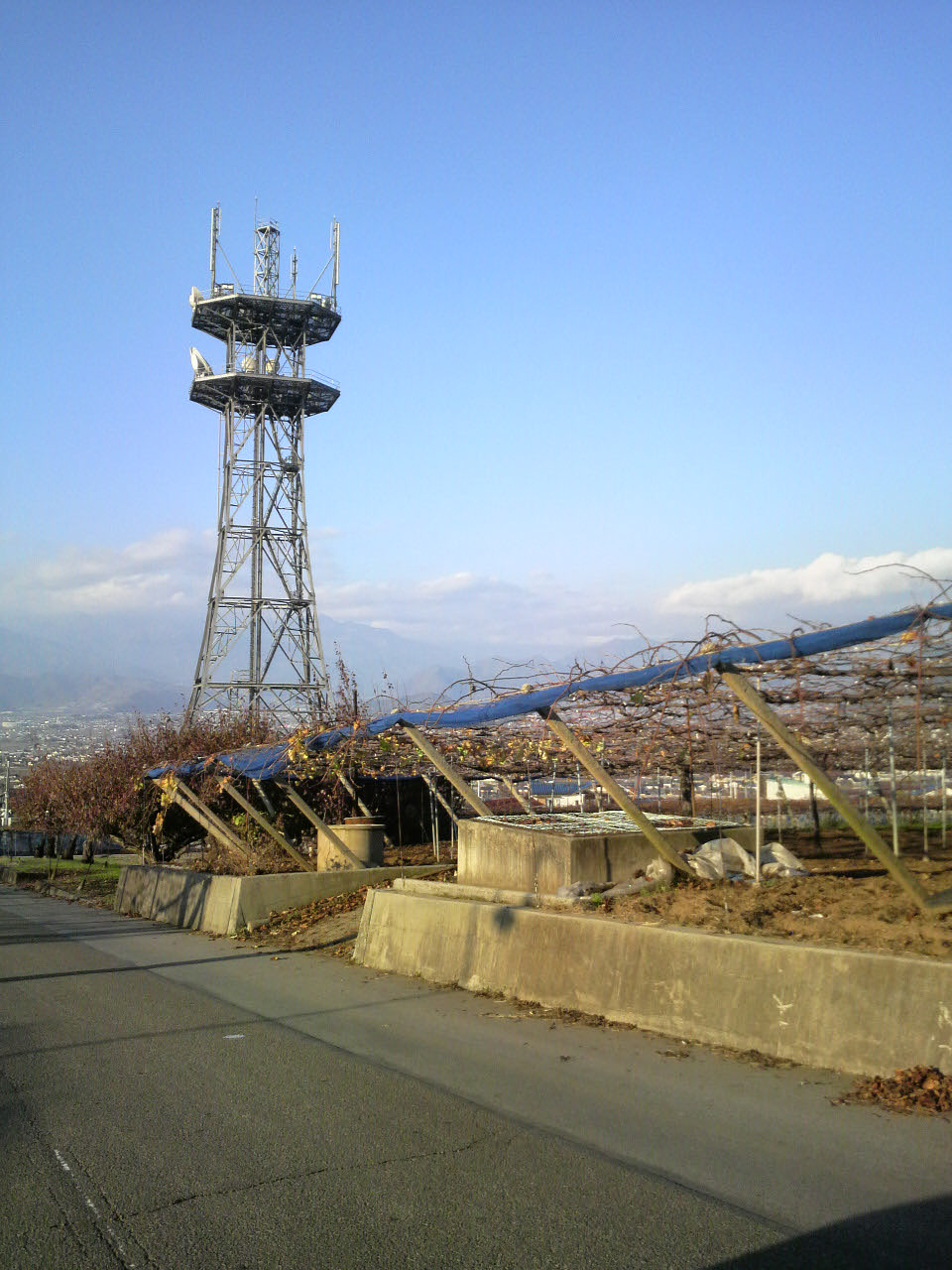
NTTドコモ、NTT東日本共用（勝沼無線中継局「山梨県勝沼町」）
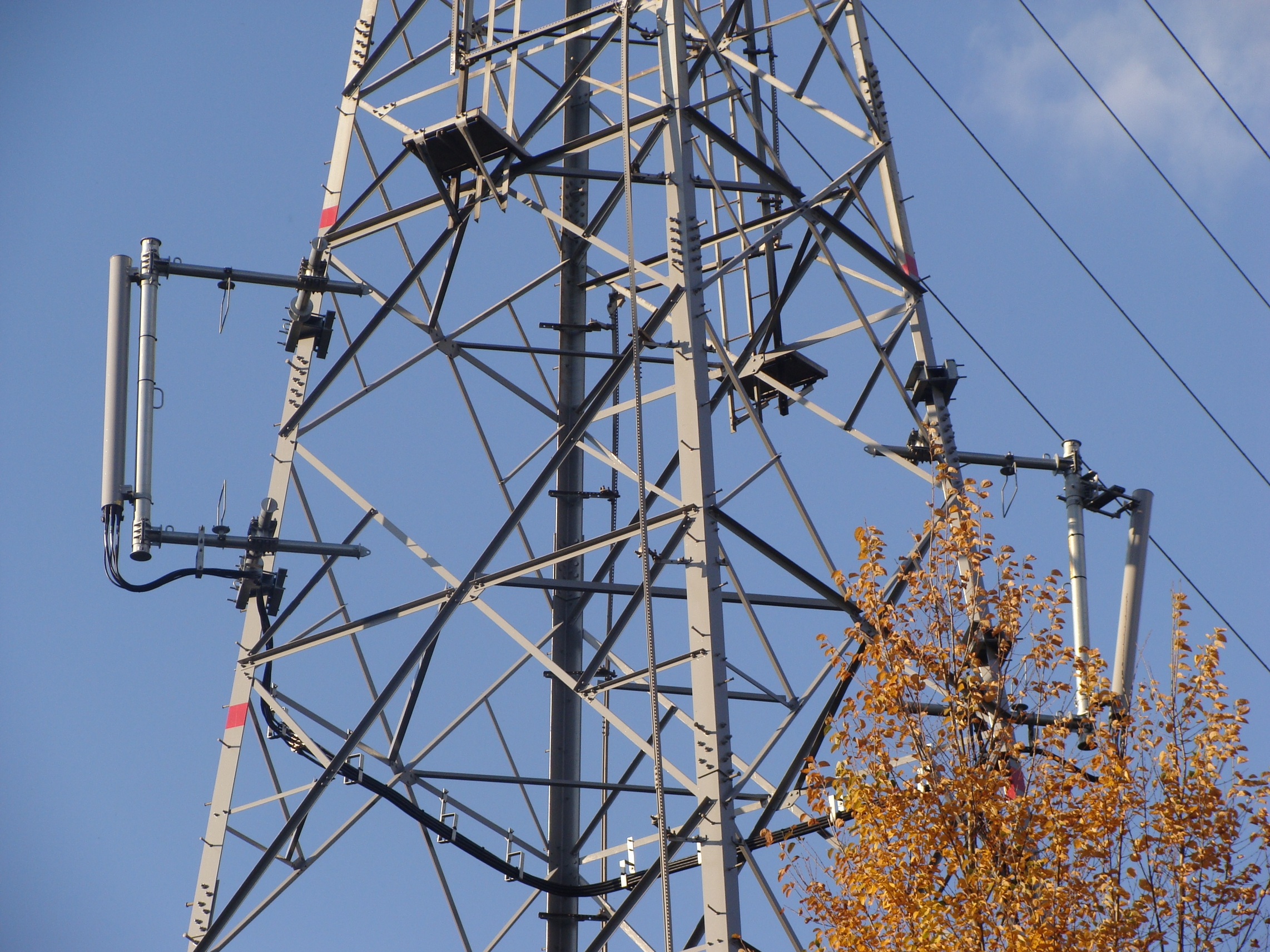
送電鉄塔に設置されたNTTドコモ携帯電話の基地局（2010年11月撮影）
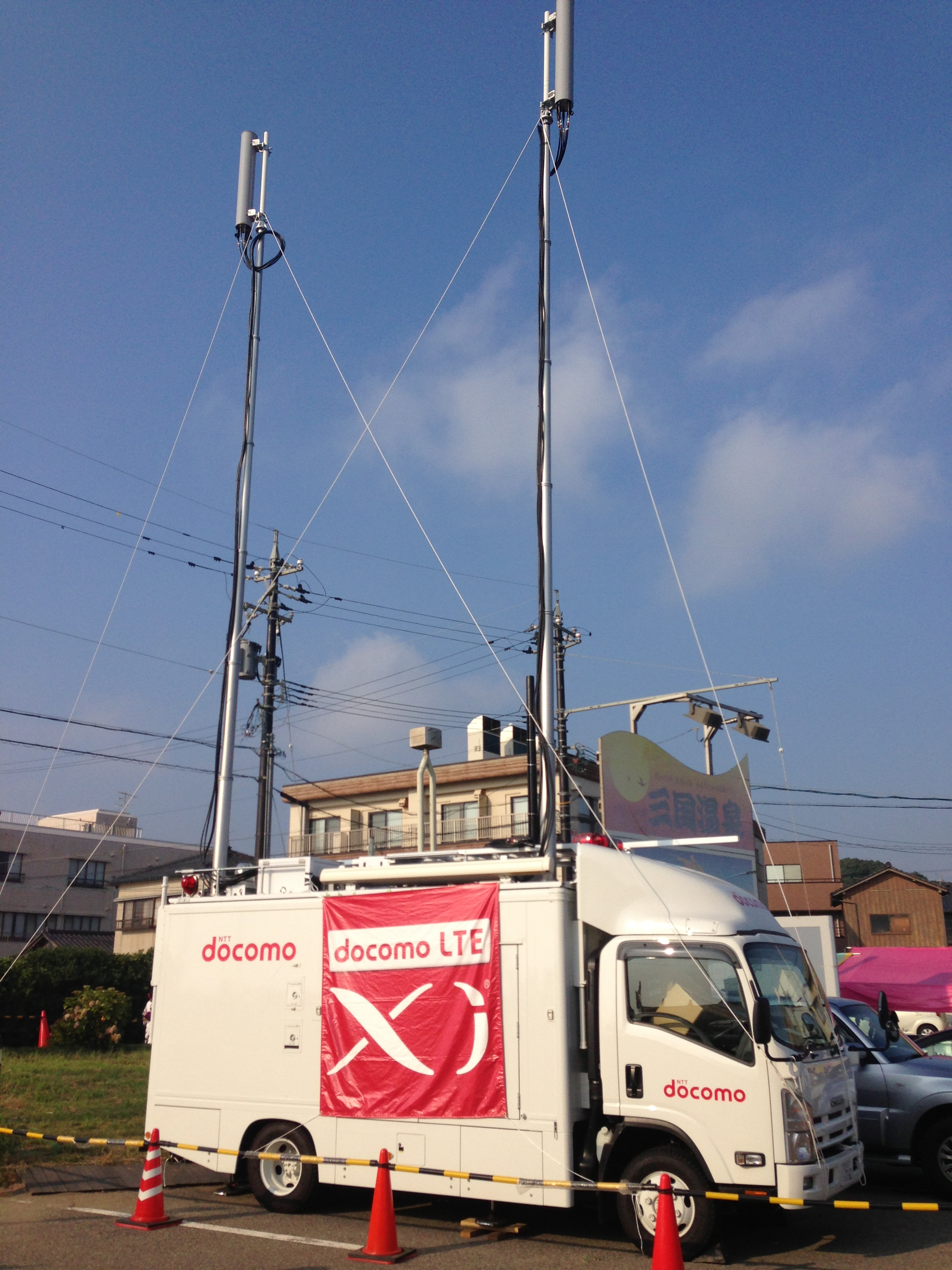
NTTドコモの移動基地局車 (2013年8月撮影)但し電波法令上は陸上移動局である。

### 賃料収入
マンションの管理組合が携帯電話会社に屋上の共用部分を基地局設置のため貸し出し賃料を得ることがある。
この収益が確定申告の際に課税対象とされ、申告漏れを指摘されるようになった。
管理組合が課税対象であることを知らずに積立金に組み入れてしまうためとされている。
国税庁は管理組合が非営利団体であっても「収益事業たる不動産貸付業」に該当するという見解を出している
。

### 建設への反対運動
近年、特に大型である携帯電話の基地局を事業者が新たに建設しようとする際に、周辺住民などから景観の問題や健康への影響があるとした主旨の反対運動が各地で起こっている。健康への影響に関する事項については、電磁波、電磁波過敏症の項を参照のこと。

### 愛好家
基地局を嫌う者がいれば、好む者もいる。単に好奇心から、基地局（携帯電話やPHSのものであることが多い。）に足を運んで写真を撮ったり、基地局の場所を記した地図を作ったりする。基地局の座標を取り合う携帯電話やPHSを使ったゲーム（位置ゲーなど）も存在する。

## 携帯電話基地局の世界シェア
IHSマークイット（米国情報会社）調査による2017年の携帯電話基地局の世界シェア（売上ベース）は下記の通りである。
| 順位 | 国籍           | 企業名       | シェア |
| ---- | -------------- | ------------ | ------ |
| 1位  | 中華人民共和国 | ファーウェイ | 27.9%  |
| 2位  | スウェーデン   | エリクソン   | 26.6%  |
| 3位  | フィンランド   | ノキア       | 23.3%  |
| 4位  | 中華人民共和国 | ZTE          | 13.0%  |
| 5位  | 大韓民国       | サムスン     | 3.2%   |
| 6位  | 日本           | NEC          | 1.4%   |
| 7位  | 日本           | 富士通       | 0.9%   |

## 諸外国の相当種別
無線局の免許制度は、国によって異なり細部に相違がある。

### 米国
米国では、FCC rules title47 Part90 Private Land Mobile Radio Services  Section90.7 Definition（定義）にある“base station”が相当する。